# Characidium tenue

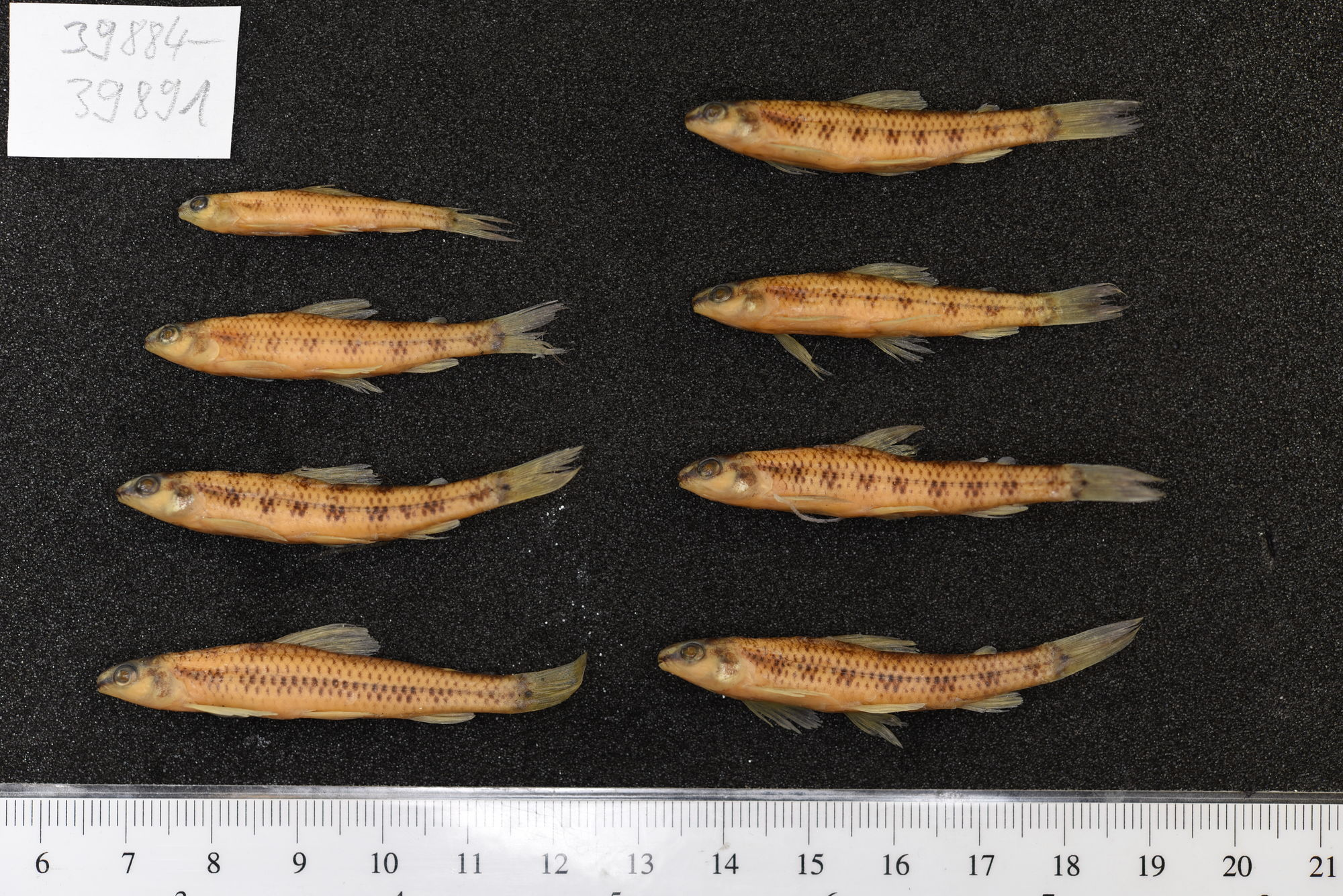
Especímens de Characidium tenue.

Characidium tenue és una espècie de peix de la família dels crenúquids i de l'ordre dels caraciformes.

## Morfologia
- Els mascles poden assolir 5,6 cm de llargària total.[5]

## Hàbitat
Viu en zones de clima temperat.

## Distribució geogràfica
Es troba a Sud-amèrica: l'Argentina i conques del riu Uruguai i de Laguna dos Patos (Brasil).